# جون هنري ميلر
جون هنري ميلر (بالإنجليزية: John Henry Miller)‏ هو طباع أمريكي، ولد في 1702، وتوفي في 31 مارس 1782.